# Von Kieseritzky
von Kieseritzky är en balttysk adelsätt som fortlever i Sverige, Tyskland, Grekland och andra länder.

## Ursprung
Släktens tidiga ursprung är inte med säkerhet klarlagt. Bevarade släktkrönikor nämner endast familjemedlemmar med tyska förnamn, och släktnamnet tycks vara en tysk stavning av möjligen en polsk uradlig ätt Kizierycki. En annan teori är att släkten stammar ur den tyska uradliga ätten Koseritz, känd sedan 1100-talet och med ursprung i Hertigdömet Sachsen. Dessa ätter för identiska vapensköldar med Kieseritzky.
Släktens tidigaste dokumenterade anfader är borgaren Jürgen Kieseritzky (död senast 1690), som levde i livländska staden Wolmar, som idag är Valmiera i Lettland, där han ska varit gift med borgmästarens dotter och fått tre söner.

## Adelskap
Enligt ett ryskt kejserligt senatsukas den 24/8 1864 upphöjdes en direkt avkomling i sjätte led, Georg von Kieseritzky (1821–1891), i adligt stånd för sig själv, hustru och alla sin barn, samt deras respektive kommande barn på manslinjen. Den 13/9 1865 skrevs ätten in i Sankt Petersburgs adelsmatrikel.

## I Sverige
År 1916 inflyttade R. G. Hellmuth von Kieseritzkys hustru Sylvia  S. (f. Rosenthal) med två barn till Sverige. Ättlingar till dessa lever i Sverige idag (2017). Ätten är sedan år 2005 med i Ointroducerad adels förening. Somliga svenska ättmedlemmar skriver sig Kieser. I augusti 2018 var fem personer med efternamnet von Kieseritzky och två med efternamnet Kieser, tillhörande ätten, bosatta i Sverige.